# Бьюканан, Ли
Ли Дэвид Бьюканан (англ. Lee David Buchanan; 7 марта 2001) — английский футболист, защитник английского клуба «Бирмингем Сити».

## Клубная карьера
Воспитанник футбольной академии «Дерби Каунти». 12 августа 2019 года дебютировал в основном составе «Дерби Каунти» в матче Кубка Английской футбольной лиги против «Сканторп Юнайтед», забив в этой игре единственный гол. 24 августа 2019 года дебютировал в Чемпионшипе в матче против «Вест Бромвич Альбион». Бьюканан провёл в первой команде «Дерби Каунти» три сезона, сыграв в общей сложности 75 матчей и забив 1 гол.
Летом 2022 года, после выбывания «Дерби Каунти» в Лигу 1, Бьюканан перешёл в немецкий «Вердер Бремен» в качестве свободного агента. «Дерби Каунти» получил за него компенсацию в виде «шестизначной суммы». 1 августа 2022 года дебютировал за «Вердер» в матче Кубка Германии против «Энерги Котбус». 6 августа Бьюканан дебютировал в Бундеслиге в матче против «Вольфсбурга». 20 августа отличился дебютным голом за «Вердер» в матче Бундеслиги в ворота дортмундской «Боруссии».

## Карьера в сборной
Выступал за сборные Англии до 19, до 20 лет и до 21 года. Его дебют за сборную Англии до 21 года состоялся 13 ноября 2021 года в матче против сборной Андорры на стадионе «Молинью».